# Limnophyes dystrophilus
Limnophyes dystrophilus är en tvåvingeart som först beskrevs av Chernovskij 1949.  Limnophyes dystrophilus ingår i släktet Limnophyes och familjen fjädermyggor. Inga underarter finns listade i Catalogue of Life.